# Yüksel Özkasap

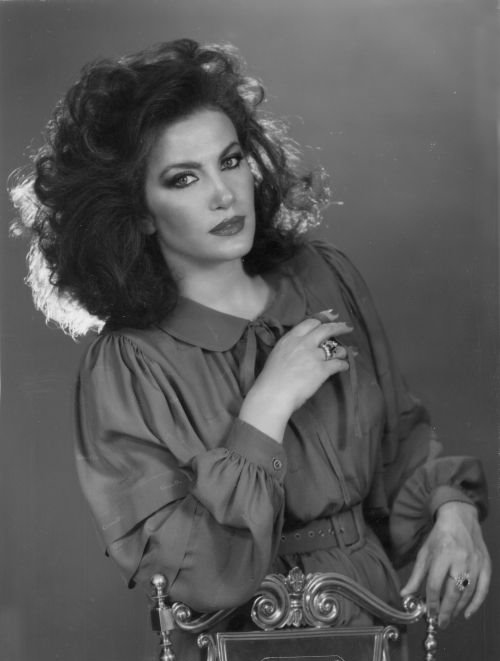
Yüksel Özkasap

Yüksel Özkasap (* 28. Dezember 1945 in Malatya, Türkei) ist eine türkischsprachige Sängerin in Deutschland, die bei der türkischstämmigen Bevölkerungsgruppe in Deutschland als Köln'ün Bülbülü („Nachtigall von Köln“) beliebt war.

## Leben und Karriere
Özkasap plante in den 1960er Jahren, nur wenige Monate in Deutschland zu arbeiten. Sie wurde dort von Yilmaz Asöcal, dem Gründer der Kölner Plattenfirma Türküola, entdeckt und zum Plattenstar. Später wurde sie seine Ehefrau. Özkasaps rund 500 Gurbet Türküleri („türkische Lieder aus der Fremde“) besangen weniger das Leben in Deutschland als die verlorene Heimat. Die Künstlerin war bei der türkischen Gemeinschaft in Deutschland so erfolgreich, dass sie hier in den 1960er/1970er Jahren – von der deutschen Öffentlichkeit nahezu unbemerkt – mehrere Goldene Schallplatten erhielt. Ihr bekanntestes Lied, Gülüm („Meine Rose“), wurde auf eine Zeitungsannonce hin von einem bis dahin unbekannten Komponisten geschrieben.

## Diskografie

### Alben
- 1966–1969: 45’lik Plaklar
- 1969: Gülom – LP
- 1970–1975: 45'lik Plaklar
- 1975: Beyaz alti – LP/MC
- 1976: Ayrılık Ateşten Bir Ok – LP
- 1978: Gurbetçi – LP/MC
- 1979: Alamanya Gardaşımı Geri Ver – LP
- 1981: Gurbet mektubu – LP/MC
- 1982: Gönül Defteri – LP/MC
- 1983: Annem – LP/MC
- 1985: Yıllarım boşuna geçti – MC
- 1986: Türkülerde İki As (Y. özkasap-İ. Tatlises) MC
- 1986: Ben kaderden korkmuyorum – LP/MC
- 1988: Tövbe Seversem Eğer – LP/MC/CD
- 1989: Yollar senden usandim – MC
- 1997: Ne oldu bize – MC/CD
- 1998: Köln bülbülü – 2000 – MC/CD
- 2003: Sevda Yüklü Kervanlar – MC/CD
- 2004: Ayrı Düşünce Anladım – MC/CD
- 2005: Kırk Yılın Türküleri – MC/CD
- 2006: Gülom – MC/CD
- 2006: Beyaz alti – MC/CD
- 2007: Annem – CD

### Singles
- 1966: Gülom/Dere Kenarından Geçtim
- 1967: Kahve Rengi Gözlerin/Böyle Güzel Gördün mü Sen
- 1968: Gurbet Yolu Gariplerin Yoludur/Menekşeler Gibi Boynum Büküldü
- 1969: Ankara Rüzgarı/İki Yabancı
- 1970: Beyaz Atlı/Seher Vakti
- 1971: Su Ver Leylam/Kara Sevda Bir Boşimiş
- 1972: Ayrı Düşünce Anladım Anam Kıymetini/Tatlı Dile Güler Yüze
- 1973: Dam Üstine Çul Serer/Nar Danesi
- 1974: Memo/İcra Memuru
- 1975: Bu Ayrılık Neden Oldu/Ne Sevdiğin Belli Ne Sevmediğin
- 1976: Almanya ya Mecbur Ettin Beni/Yedin Beni
- 1978: Cafer/Sınıfsız Okul
- 1979: Kader Ayırdı Bizi/Çok Geceler Bekledim
- 1980: Bir Muhabbet Kuşu/Ah Şu Gurbet
- 1980: Gurbet Diyarı/Ne Seninle Yaşanıyor[1]

## Auszeichnungen
- 1966–1973: 12 Goldene Schallplatten für Singleproduktionen
- 1973: Özel Sanat Nişanı (Köln Müzik Festivali)
- 1974: Platin Taç Ödülü
- 1976: Altın Long Play „Plak“ Ödülü (Cannes Müzik Festivali)
- 2008: Onur Ödülü (Almanya Olimpiyat Hazırlıkları Proğramı)